# Zyzomys palatilis
Zyzomys palatilis або карпентарійський скельний щур — вид мишоподібних гризунів родини мишеві (Muridae). Є ендеміком Австралії.

## Таксономія
Вид був описаний в 1989 році Дарреллом Кітченером. Голотипом була вагітна самка, знайдена в глибокій ущелині Ехо на ранчо Wollogorang Station на Північній Території.

## Опис
Це невеликий гризун, його тіло довжиною в середньому 19,7 см, хвіст около 17 см, важить до 136 грам. Шерсть на верхній половина тіла сіро-кориичнева, живіт білий. В хвосту накопичується жир, що надає йому витовщеної, морквиноподібної форми, шкіра на хвості тонка і легко пошкоджується.

## Екологія
Гризун веде нічний спосіб життя, вдень ховаючись в розщелинах скель і печерах. Зазвичай, менш ніж в 100 метрах від місця проживання тварини є джерело води. 84% його раціону складають плоди дводольних і насіння. Індивідуальний ареал проживання самців і самиць однаковий: близько 1,1 га.
Розмножується звір протягом всього року. По досягненні дворічного віку самки можуть народжувати до чотирьох разів на рік. народжуючи від 1 до 3 мишенят.

## Поширення
Гризун мешкає в дуже обмеженому ареалі: на Північній Території біля затоки Карпентарія. Вид відомий лише за п'ятьма знахідками в розщелинах серед пісковикових пагорбів; невідомо на якій території він проживав в минулому. Він мешкає в мусонному лісі, що росте на кам'янистих схилах ярів і на осипах.

## Збереження
Імовірно, популяція Zyzomys palatilis складає менше 2000 особин. Основну загрозу становлять пожежі, що можуть виникати в кінці сезону посухи. Імовірно, на гризуна полюють здичавілі коти. 
МСОП вважає цей вид таким, що знаходиться на межі зникнення. Були розроблені програми зі збереження виду, включно з розведенням в неволі.